# 愛爾蘭軌距
愛爾蘭軌距寬1600毫米，主要用於澳大利亞維多利亞州、南澳大利亞州、巴西以及愛爾蘭。

## 命名
- 愛爾蘭及英國將該軌距稱為愛爾蘭軌距[1][2][3]。而在愛爾蘭有時也稱標準軌，以區別島上914毫米軌距的鐵路。
- 在澳大利亞，維多利亞州和南澳大利亞州，以及19世紀的塔斯曼尼亞州又稱寬軌[4]:168。
- 在巴西，該軌距直接稱為寬軌，但有時也被稱為愛爾蘭軌距。